# Van Brakell

Stamwapen

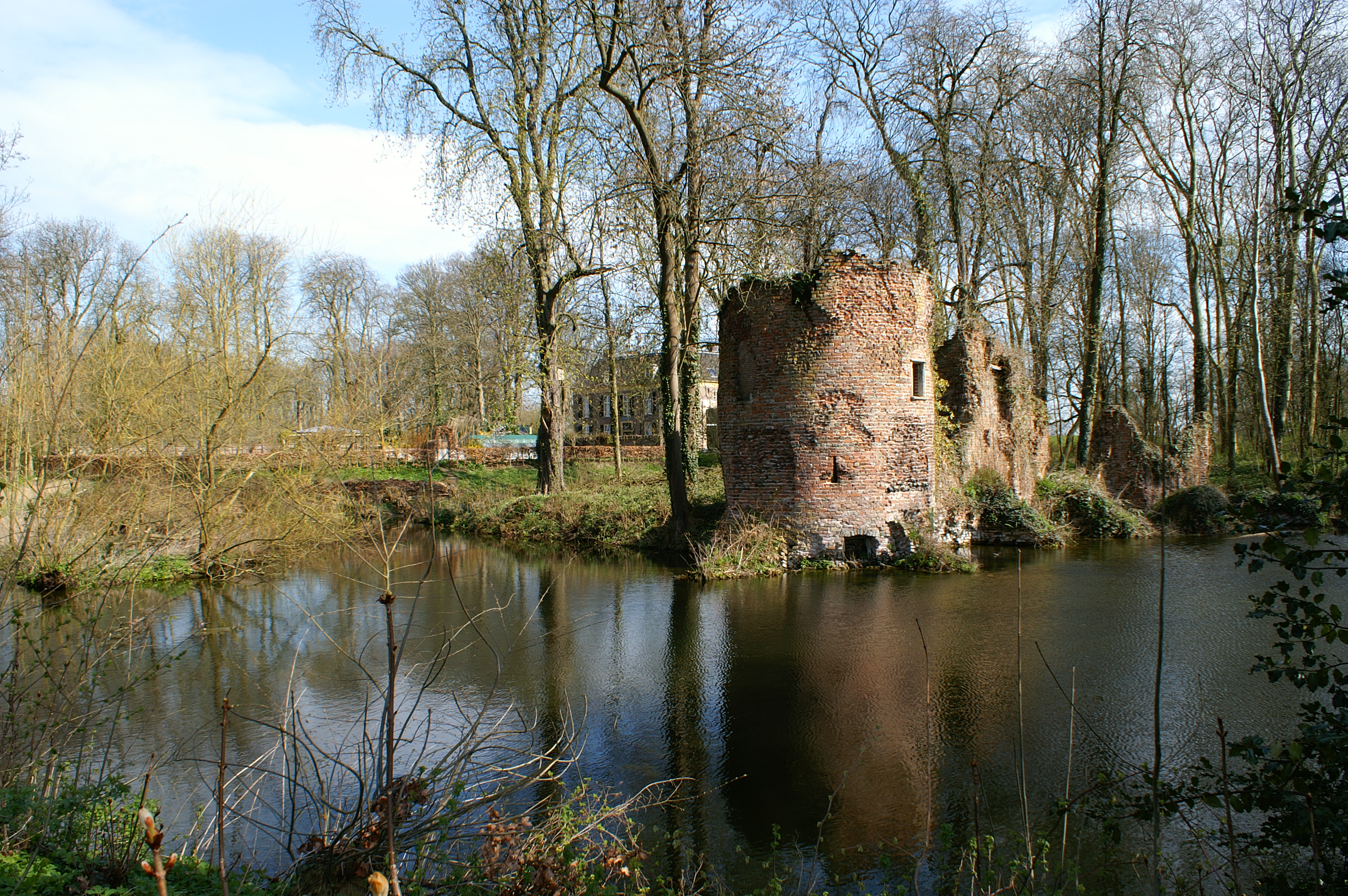
Ruïne castrum Brakel

Van Brakell (ook: van Brakell tot den Brakell en: Van Brakell van Wadenoyen en Doorwerth) is een oud Gelders adellijk geslacht.

## Geschiedenis

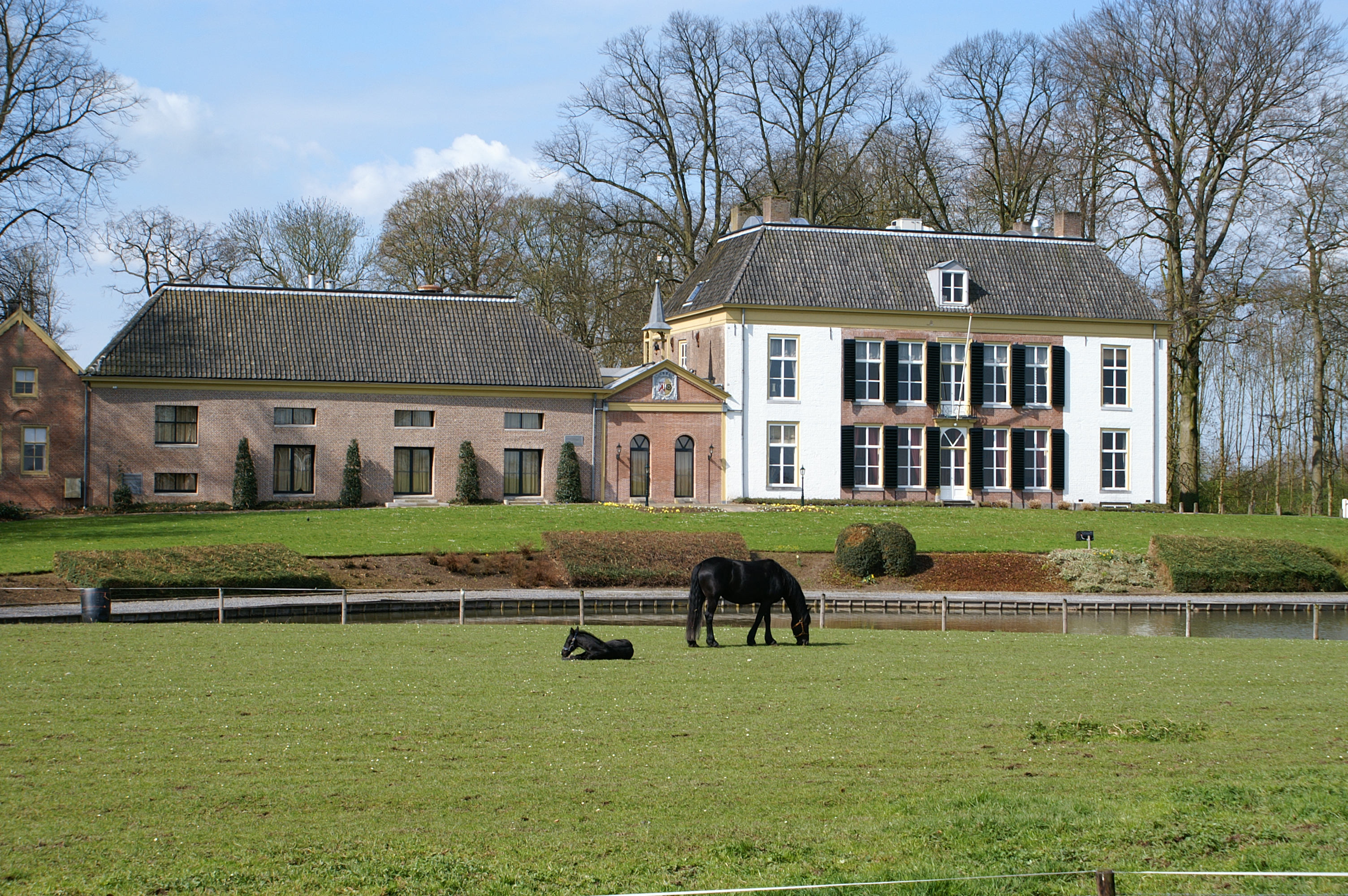
't Huis Brakel

De bewezen stamreeks begint met Johan van Brakel, heer van Kermestein, gerichtsman van Neder-Betuwe (1440) en lid van de Ridderschap van Nijmegen (1442 en omstreeks 1460). Zijn kleinzoon Lodewijk († voor 25 september 1547) kwam in het bezit van het huis Den Brakel in Rijswijk. Het huis was gelegen in de Neder-Betuwe en bleef in bezit van de familie tot zeker 1902. Een tak van de familie, in 1904 uitgestorven, noemde zich daarna Van Brakell tot den Brakell.
Een andere tak van de familie kwam in 1827 en 1837 in het bezit van het Huis te Wadenoijen en (kasteel) Doorwerth en het nageslacht noemt zich nu Van Brakell van Wadenoyen en Doorwerth.
In 1814 werden verschillende leden van het geslacht benoemd in de Ridderschap van Gelderland waarmee zij het predicaat jonkheer kregen. In 1822 en 1832 werd het predicaat omgezet in de titel van baron en barones voor alle leden van het geadelde geslacht. De nog bestaande leden van dit geslacht zijn gevestigd in België en Frankrijk.

## Enkele telgen
Diederik van Brakell tot den Brakell (1647-1695), heer van de Brakell en van Muggenberch, burgemeester van Tiel
- mr. Floris Adriaan van Brakell tot den Brakell (1680-1722), schepen en burgemeester van Tiel
  - Diedrik Louis van Brakell tot den Brakell (1712-1761), heer van Vredestein en in Grijsoord, heemraad van Neder-Betuwe
    - jhr. Floris Adriaan van Brakell tot den Brakell (1745-1822), heer van Vredestein en in Grijsoord (-1766, verkoop), heemraad van Neder-Betuwe
      - mr. Diederik Louis baron van Brakell tot den Brakell (1768-1852), heer van Vredestein en Over- en Nederasselt, lid Tweede Kamer der Staten-Generaal, heemraad van Neder-Betuwe
        - mr. Willem Jacob baron van Brakell tot den Brakell (1818-1902), heer van den Brakell, Schoonenburg en Over- en Nederasselt, burgemeester van Lienden
        - Justina Philippina Geertruid barones van Brakell tot den Brakell (1821-1904), laatste van de tak Van Brakell tot den Brakell
- Jacob van Brakell (1683-1764), officier, laatstelijk luitenant-generaal, gouverneur van Doornik
  - jhr. Jacob Adriaan van Brakell (1779-1814), heer van Geldermalsen, lid Provinciale Staten van Gelderland
    - Jacob Adriaan Prosper baron van Brakell (1808-1853), heer van Wadenoijen (1827-1845) en Doorwerth (1837-†), lid Provinciale Staten van Gelderland
      - Philippe Frédéric Antoine Jacques baron van Brakell (1830-1918), heer van Wedenoijen en Doorwerth, burgemeester van Doorwerth lid Provinciale Staten van Gelderland; hieruit nog voortlevend nageslacht in België onder de naam van Brakell van Wadenoyen en Doorwerth
        - Jeanne Henriette Gabrielle barones van Brakell (1885-1967); trouwt 1905 Willem Charles van Heutsz (1884-1930), zoon van Joannes Benedictus van Heutsz

      - Louise Constance Jeanne barones van Brakell (1831-1884); trouwt 1854 Henri baron de Smeth (1821-1870)
      - Françoise Stephanie barones van Brakell (1833-1902); trouwt 1860 jhr. Antoon Willem van Borssele (1829-1903), burgemeester van Ede
      - Lodewijk Frank Willem baron van Brakell (1837-1898); hieruit nog voortlevend nageslacht in Frankrijk onder de naam van Brakell

  - jhr. Marthe Adrien Jacob van Brakell (1786-1822), officier, luitenant-kolonel der kozakken, lid Provinciale Staten van Gelderland